# Mejsam Hejdari
Mejsam Hejdari (pers. میثم حیدری; ur. 22 czerwca 1988) – irański zapaśnik walczący w stylu wolnym. Wicemistrz igrzysk wojskowych w 2015. Trzeci na Akademickich mistrzostwach świata w 2016 roku.